# Memoria negra
Memoria negra es una película documental española del año 2006, dirigida por Xavier Montanyà.

## Sinopsis
La voz en off de un exiliado guineano anónimo, que heredó un río a la muerte de su padre, recuerda, desde la lejanía del destierro, episodios de la infancia, leyendas populares y viejas creencias africanas, introduciéndonos en el convulso pasado de Guinea Ecuatorial. Este documental aborda la colonización española en ese país africano y la herencia política, religiosa y cultural que aflora tras la independencia, desde los tiempos sangrientos de la dictadura de Francisco Macías hasta el actual régimen de Teodoro Obiang Nguema, sustentado por la riqueza petrolífera del país.